# Эквадорское гражданское космическое агентство
Ecuadorian Civilian Space Agency (исп. EXA; Agencia Espacial Civil Ecuatoriana) — частная некоммерческая организация из Эквадора, созданная в 2007 году для содействия космическим исследованиям. EXA не ставит задачу получения прибыли.
В апреле 2013 года EXA запустила первый в истории Эквадора искусственный спутник земли NEE-01 Pegaso с помощью китайской ракеты-носителя Великий поход 2D. В ноябре 2013 года с помощью российско-украинской конверсионной РН Днепр был запущен второй эквадорский аппарат NEE-02 Krysaor.
EXA сотрудничает с ВВС Эквадора и компанией Space Adventures в целях проведения исследований в области микрогравитации.